# Гран (одиниця)
Гран, ґран (від лат. granum — зерно, крупинка) — застаріла одиниця маси на основі маси середнього ячмінного зерна. Використовувалась у аптекарській практиці до введення метричних мір. За 1 гран була прийнята маса, що дорівнює 62,2 мг. В англійській системі мір гран торговий, аптекарський та трійський дорівнює 64,798 911 481 965 400 мг[уточнити].
У пізньому середньовіччі термін "гран" використовувався у срібно-золотовидобувному ремеслі, про що пише Георг Агрікола у своїй роботі De Re Metallica (1556 рік):
| Відділення срібла від золота проводиться таким самим шляхом, як і в пробірній справі. Спочатку сплав натирають на пробірному камені, щоб визначити вміст срібла. Потім до золота, що містить срібло, додають потрібну кількість срібла, кожні 8 унцій якого містять лише ½ або ¾ унції міді, і нагрівають з домішкою свинцю в капелі доти, поки не відокремляться свинець і мідь. Сплав золота зі сріблом розвальцьовують і з отриманих листів роблять рулончики, які кладуть у скляну колбу з додаванням подвійної чи потрійної кількості кислоти. Отримані рулончики майже зовсім чисті, тобто містять не більше 1 грана срібла на 8 унцій золота. |

У США й Великій Британії досі широко використовується в військовій справі (в основному в сфері стрілецької зброї) для вимірювання маси куль і порохових зарядів. Як правило, в боєприпасах, що виготовлені в цих країнах, маса кулі й пороху в патроні виражається цілим числом гранів — можна зустріти кулі в 54, 100, 147, 200, 220 гранів і т. д.

## У крилатих виразах
- «Ні грана», «ні грана правди», «ні грана почуттів». У XX сторіччі спотворено й в просторіччі частіше використовується в формі «ні грама», що співзвучно з іншою малою одиницею вимірювання.

Гран є розповсюдженою мірою, до якої були «прив'язані» міри ваги в багатьох країнах.
- індійська міра ваги в другій половині XVI століття — 1 дам = 1 танк = 323,5 грана